# Châtenoy-le-Royal
Châtenoy-le-Royal ist eine französische Gemeinde mit 6205 Einwohnern (Stand: 1. Januar 2022) im Département Saône-et-Loire in der Region Bourgogne-Franche-Comté. Sie gehört zum Arrondissement Chalon-sur-Saône und zum Kanton Chalon-sur-Saône-3. Die Einwohner werden Chatenoyens und Chatenoyennes genannt.
Die Gemeinde erhielt 2022 die Auszeichnung „Vier Blumen“, die vom Conseil national des villes et villages fleuris (CNVVF) im Rahmen des jährlichen Wettbewerbs der blumengeschmückten Städte und Dörfer verliehen wird.

## Geographie
Châtenoy-le-Royal liegt am Flüsschen Talie etwa 4 Kilometer westlich von Chalon-sur-Saône. Umgeben wird Châtenoy-le-Royal von den Nachbargemeinden Champforgeuil im Nordosten, Chalon-sur-Saône im Osten, Saint-Rémy im Südosten, Givry und Dracy-le-Fort im Westen sowie Mellecey im Nordwesten.
Durch die Gemeinde führt die Autoroute A6.

## Bevölkerungsentwicklung
| Jahr      | 1962 | 1968 | 1975 | 1982 | 1990 | 1999 | 2006 | 2011 | 2020 |
| Einwohner | 2370 | 3779 | 4909 | 5767 | 5689 | 5938 | 5977 | 5991 | 6148 |

## Sehenswürdigkeiten
- Kapelle des Château de Cruzille aus dem 16. Jahrhundert, als Monument historique seit 2001 klassifiziert
- Brücke über den Thalie von 1766, seit 1931 als Monument historique klassifiziert
- Kirche Saint-Martin, Mitte des 19. Jahrhunderts erbaut
- Waschhaus aus dem 19. Jahrhundert

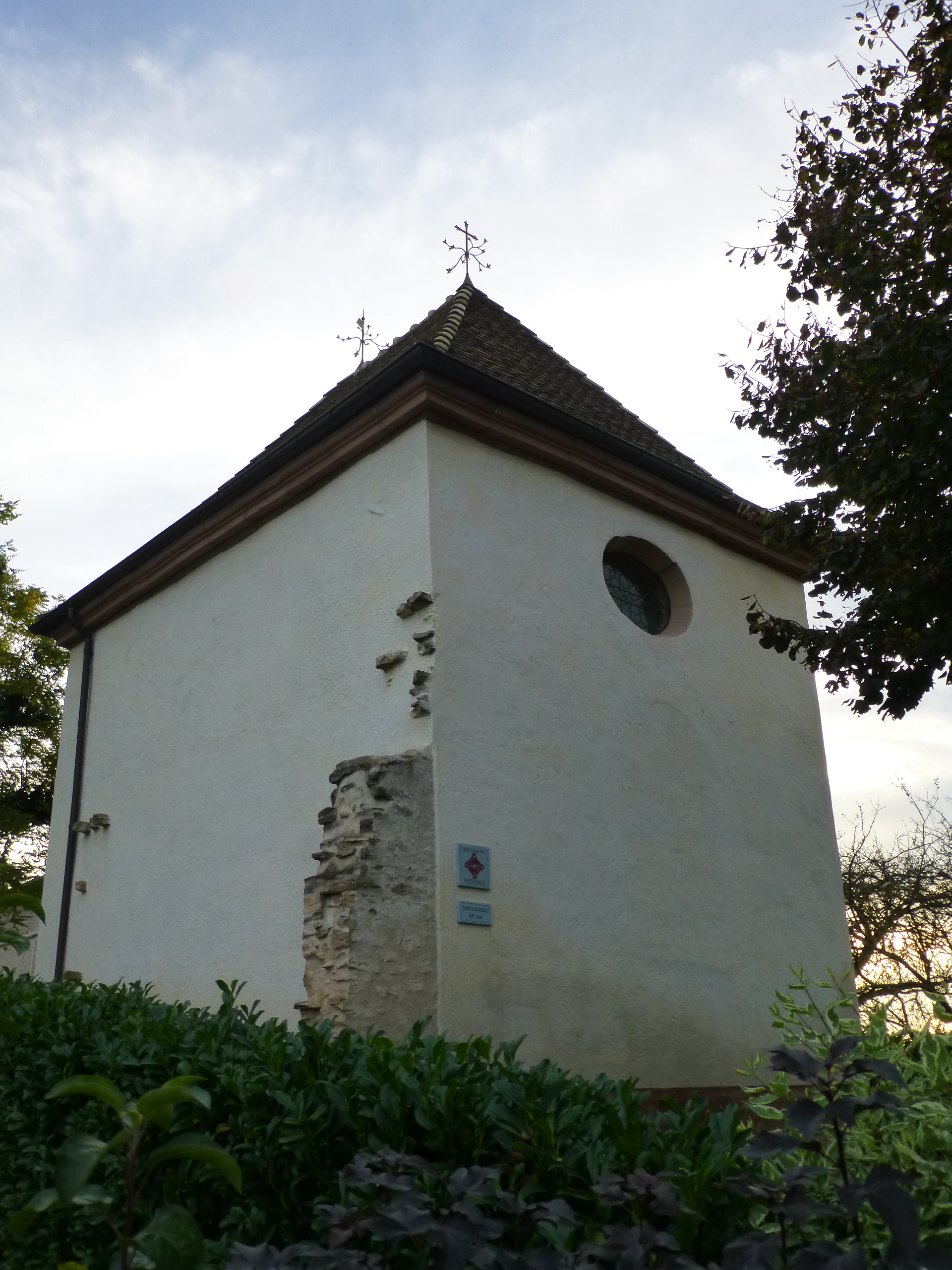
Schlosskapelle
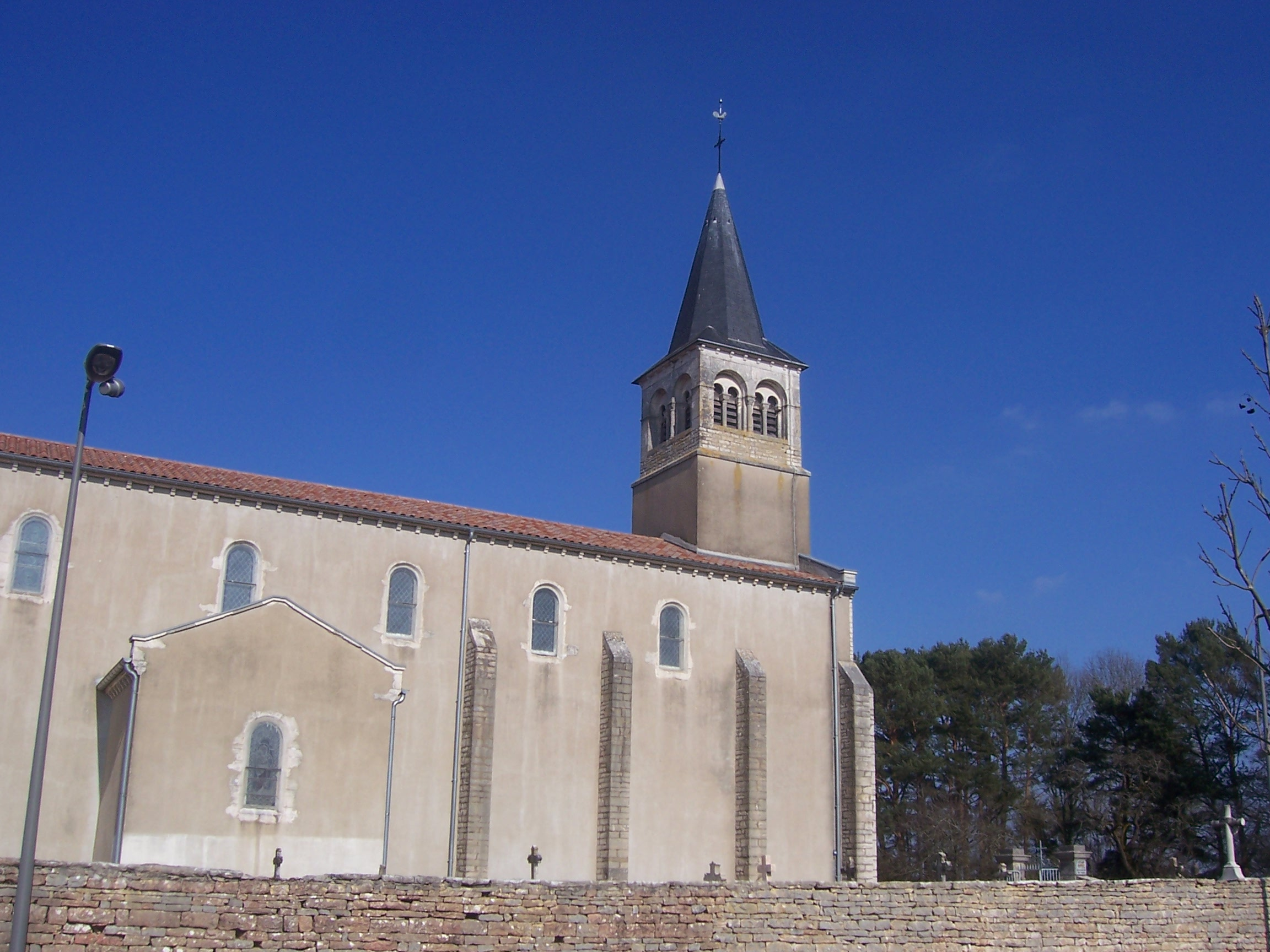
Kirche Saint-Martin

## Persönlichkeiten
- Félix Gaudin (1851–1930), französischer Glasmaler, gestorben in Châtenoy-le-Royal
- Marguerite Verdat (1893–1971), französische Schriftstellerin, geboren in Châtenoy-le-Royal
- Marcelle Verdat (1896–1972), französische Schriftstellerin, geboren in Châtenoy-le-Royal

## Gemeindepartnerschaften
- Benigánim, Valencia, Spanien